# Mike Alabi
Pour les articles homonymes, voir Alabi.
Mike Alabi né un 22 août à Abidjan, est un artiste et chanteur ivoirien,. Il a remporté plusieurs prix notamment celui du meilleur artiste musique urbaine et variété aux Primud 2019, 2020, 2021,, et 2022. 

## Biographie
Révélé sur la scène musicale ivoirienne en 2016, Mike Alabi a attiré les projecteurs sous la tutelle de Serge Beynaud, émergeant comme la figure montante de la musique consciente en Côte d'Ivoire. En l'espace de 5 ans, au sein du label Star Factory Music, il a enchaîné les tubes, de Yebessa à Ma Priorité et Enfant Béni, laissant sa marque inimitable qu'il baptise « Ivory Soul ». Sa contribution musicale lui a valu des distinctions notables, dont le titre de meilleur révélation Afrique de l'ouest au People’s Awards 5 du Burkina Faso en 2019, ainsi que plusieurs victoires au Primud en tant que meilleur artiste musique urbaine et variété, successivement de 2019 à 2022, confirmant son statut d'icône de l'Ivory Soul. Au-delà de son succès musical, Mike Alabi est également reconnu comme ambassadeur de la lutte contre le SIDA pour l'organisation non gouvernementale Enfants sans Sida. L'année 2022 est marquée par la sortie de son premier EP intitulé 3 Lettres à Dieu. Son hit intitulé, C pas l'amour on va manger, sorti en mi 2023, a connu un succès sur TikTok et YouTube, accumulant des millions de vues. Depuis quelques années maintenant à la tête de son propre label dénommé Alabi Family, créé en collaboration avec son agent et manager, Maestro de Balzak, Mike Alabi continue de propager sa vision internationale dans l'univers captivant de l'Ivory Soul. Avec plusieurs projets à venir et des collaborations, il demeure un pilier de la nouvelle génération d'artistes ivoiriens, alliant succès local et reconnaissance internationale.
Cilp
On les recenait
Ecoute 
C'Doux 
Waka Jaye Ft. (Serge Beynaud)
Yebessa